# ビア山
ビア山（Phou Bia、ラオス語: ພູເບັ້ຍ）は、アンナン山脈の南部にあるラオス国内最高峰の山である。サイソムブーン県のシエンクワーン高原に位置する。その標高のため、気候は寒く、山の周辺はほとんどが雲で覆われている。

## 歴史
降雪は数十年間報告されていないが、20世紀後半の最初の数年間に頂上付近でときおり積もったと記録されている。
1970年4月10日には、エア・アメリカのC-130A輸送機が山に墜落している。
地域は、人里離れたジャングルに覆われており、モン族のゲリラ兵士が活動していた。ベトナム戦争時の1970年代に、米軍の航空諜報活動に協力していた約6万のモン族がビア山一帯に逃げ込んだ。地域には 2006年までモン族の小さな隠れ家の報告があった。
ビア山は、旧ロンチェン空軍基地近くの規制された軍の管轄地域にあり、外部からの訪問者は極めて少ない。さらに周囲に散在する不発弾が地域へのアクセスを困難にしている。2008年7月現在、少なくとも 30年の間、ラオス人以外の登頂は知られていない。
2021年1月、ラオス当局は持続可能な開発の観光地としてのビア山の開発を承認した。。